# Liste de mines au Japon
Voici une liste de mines situées au Japon.

## Liste
| nom                                       | produit | coordonnées | ville        | propriétaire                | date      | Notes                     |
| mine de charbon Hokutan Horonai (en)      | charbon |             | Mikasa       | Hokutan                     | 1879-1989 | A fait faillite.          |
| mine de charbon Mitsui Kamisunagawa (en)  | charbon |             | Kamisunagawa | Mitsui                      | 1915-1986 | Japan Microgravity Centre |
| mine de charbon Hokutan Yūbari 1 (en)     | charbon |             | Yūbari       | Hokutan                     | 1890-197# | A fait faillite           |
| mine de charbon Hokutan Yūbari 2 (en)     | charbon |             | Yūbari       | Hokutan                     | 1890-197# |                           |
| mine de charbon Hokutan Ikushunbetsu (en) | charbon |             | Ikushunbetsu | Hokutan                     | 1885-1957 |                           |
| Mine de charbon de Miike                  | charbon |             | Ōmuta        | Tachibana clan              | 1872-1997 |                           |
| Mitsubishi Hashima coal mine              | charbon |             | Hashima      | Mitsubishi                  | 1869-1974 | fermée                    |
| mine de charbon Iriomote (en)             | charbon |             | Iriomote     | Mitsui                      | 1886-1960 | fermée                    |
| Mine de charbon d'Utara                   | charbon |             | Iriomote     | Marusan Mining Company (en) | 1936-1943 | fermée                    |
| Mine d'or de Toi                          | or      |             | Toi          | Sumitomo                    | 1370-1965 |                           |